# Pneumatopteris eburnea
Pneumatopteris eburnea är en kärrbräkenväxtart som beskrevs av Holtt. Pneumatopteris eburnea ingår i släktet Pneumatopteris och familjen Thelypteridaceae. Inga underarter finns listade.